# Catenophora yuccae
Catenophora yuccae är en svampart som beskrevs av Nag Raj 1977. Catenophora yuccae ingår i släktet Catenophora, divisionen sporsäcksvampar och riket svampar.   Inga underarter finns listade i Catalogue of Life.